# レジーナ・チェリ
レジーナ・チェリ (Regina coeli) は、キリスト教聖歌のアンティフォナ。カトリック教会における伝統的な聖母賛歌の一つでもあり、日本のカトリック教会では「天の元后、喜びたまえ」の名で親しまれてきた。
西方教会のうち、カトリック教会における聖務日課の「終課」で歌われる、聖母マリアのための4つのアンティフォナの一つである。プロテスタントや、東方教会（正教会・東方諸教会）においては用いられない。

## テキスト

### ラテン語
```
Regina coeli laetare, alleluia:
quia quem meruisti portare, alleluia:
resurrexit, sicut dixit, alleluia:
ora pro nobis deum, alleluia.

```

## 聖母マリアのための4つのアンティフォナ
- サルヴェ・レジーナ （Salve regina、元后あわれみの母）
- レジーナ・チェリ（Regina coeli、天の元后、喜びたまえ）
- アヴェ・レジーナ・チェロールム（Ave Regina caelorum、天の元后、天の女王）
- アルマ・レデンプトリス・マーテル（Alma Redemptoris Mater、救い主を育てた母）